# 絹本著色後醍醐天皇御像
『絹本著色後醍醐天皇御像』（けんぽんちゃくしょくごだいごてんのうみぞう）は、南北朝時代に描かれた後醍醐天皇の肖像画・仏教絵画。制作監修者は画僧で後醍醐天皇護持僧の文観房弘真。崩御後、五七日（いつなぬか）法要の延元4年/暦応2年9月20日（1339年10月23日）に開眼。明治33年（1900年）4月7日、重要文化財指定。法皇ではなく天皇として、文観上人から真言宗最高の灌頂（受位の儀式）である瑜祇灌頂（ゆぎかんじょう）を授けられ、俗世の帝王のまま菩薩である金剛薩埵（こんごうさった）と一体化し、三神号が書かれた三社託宣（さんじゃたくせん）のもと、王法・仏法・神祇の統合の象徴となった図像。南北朝の内乱終結後、後醍醐の又従兄弟で時宗中興の祖である第12代遊行上人の尊観上人によって、時宗総本山清浄光寺（神奈川県藤沢市）に渡った。戦国時代には、当時の時宗の崇拝対象となり、模本も作られた。建武の新政の王権論に直接関わる作例のため、美術史・宗教史上の他、政治史上も重要。父の後宇多天皇を継承する真言密教の庇護者としての正統的な王権を示すとともに、聖徳太子の治世のように政治・宗教の調和が取れた王権を示したものという。

## 概要
鎌倉幕府との戦い元弘の乱が発生する前年の元徳2年（1330年）10月26日、後醍醐天皇は、仏教上の腹心であり画僧としても名高い文観房弘真によって、宮中の常寧殿で瑜祇灌頂（ゆぎかんじょう）という儀式を授けられた。瑜祇灌頂というのは、「究極の灌頂」「密教の最高到達点」とも言われ、当時の真言宗にとって最も神聖な儀式だった。これより上は即身成仏しかない。在俗の天皇が瑜祇灌頂を受けるというのは例外的ではあるが、父帝の後宇多天皇も密教修行者として著名であり、それに倣ったものと考えられ、また瑜祇灌頂を受ける資格に足るだけの修行はこなしてきていたため、その点では取り立てて特異だった訳ではない。なお、愛妻家だった後醍醐は、文観に頼み込んで、同年11月23日には中宮の西園寺禧子にも同じ儀式を受けさせている。本作品は、灌頂を指導した文観上人自身の監修（または実制作）によって、瑜祇灌頂の場面を表したものとして描き進められた。そして、後醍醐崩御後、数え35日目である延元4年/暦応2年9月20日（1339年10月23日）に行われた五七日（いつなぬか）法要において、文観に開眼されて完成したものである。
設定上は数え43歳の場面を描いたものであるが、肖像に老齢の特徴が見られるため、実際は崩御時の数え52歳ごろの顔をモデルにしていると考えられる。図中の構図は、真言宗の第二祖であり、人と仏（大日如来）の仲介者となる菩薩である金剛薩埵（こんごうさった）と一体化している様相を表す。また、金剛薩埵の所変（化身）の一つである愛染明王に対する後醍醐の信仰とも関連するという。身にまとっているものは、灌頂の記録に沿えば、神武天皇御冠・仲哀天皇雷服・国宝「犍陀穀糸袈裟」（けんだこくしけさ、弘法大師空海の袈裟、東寺蔵）である。ただし、描かれた時点ではこれらの重宝を参考にできなかったようで、特に袈裟は実物と明確に違う物が描かれている。また、冕冠（神武天皇御冠）と普通の冠を二重に被っているが、これは聖と俗で至徳の存在と見なされた聖徳太子の「勝鬘経講讃像」を模したものと考えられる。上部の三社託宣、つまり天照皇大神・春日大明神・八幡大菩薩の名号は、それぞれ正直・慈悲・清浄を司り、天皇家・公家（藤原氏）・武家（清和源氏）の祖神を表し、文観上人の「三尊合行法」思想とも関連していると考えられる。金剛薩埵たる後醍醐天皇がこれら神道三神と同一化し、王法・仏法・神祇の中心となったことを示す図像である。
このように、後醍醐天皇が人の身、しかも在俗の身分でありながら神仏と同等の聖なる存在になったことを示す図であるが、本作品が現在のように神格化された図像になったのは、後醍醐本人の指示や遺志によるものかは不明である。どちらかといえば、天皇崩御後、五七日供養までの間に、追悼として急遽改作が行われ、文観をはじめ当時の南朝重臣たちが後醍醐に対して抱いていた印象を投影して、神格化がなされたものだと考えられている。
その後、南北朝合一から4年後の応永3年（1396年）8月1日に、旧南朝遺臣の手から、時宗中興の祖である第12代遊行上人（時宗の長）の尊観上人の手に渡る。尊観は亀山天皇（後醍醐祖父）の皇子恒明親王の子で、後醍醐天皇からは又従兄弟に当たる上に、諸国行脚をする時宗の僧侶としての立場上動きやすく、旧北朝の勢力圏である京都にあるよりも安全と考えられたからと思われる。その後、時宗総本山である清浄光寺（神奈川県藤沢市）に秘蔵される。戦国時代の永正14年（1517年）3月21日には、時宗の僧侶である弥阿弥陀仏によって模本である『紙本著色後醍醐天皇御像』が制作され、模本を通じて礼拝が行われていた。この場合は、本地垂迹説によって、天照皇大神を大日如来に、八幡大菩薩を時宗の本尊である阿弥陀如来に、春日大明神を阿弥陀の補佐である不空羂索観音に見立てて崇拝されたと考えられる。
明治33年（1900年）4月7日には、「絹本著色後醍醐天皇御像」として、当時の国宝、後の重要文化財に指定された。
本作品はその目を引く特徴から、しばしば建武政権の王権論と絡めて論じられてきた。20世紀までは鎌倉期の朝廷の研究が遅れており、また後醍醐天皇への政治的手腕の評価も低かったため、1980年代の網野善彦の「異形の王権」論では、それを象徴する図像として用いられ、通説化していた。しかし2000年ごろから後醍醐の政治的手腕への再評価が始まり、2010年代時点では、建武政権は複雑な紆余曲折で崩壊したものの、その政策そのものは現実的で優秀なものであり、鎌倉時代→建武政権→室町幕府という滑らかな連続性があると評価されるようになった。本作品についても、2000年代から内田啓一らによって、文観の思想・美術や後醍醐の父である後宇多天皇の思想、また当時の聖徳太子信仰の研究が進んだ結果、異形とは到底言うことができないと考えられている。21世紀初頭時点での本作品の王権論の解釈として、一つ目には、父帝である後宇多の後継者としての図様であることが挙げられる。後宇多は密教僧としても名を為しており、それを引き継ぐ真言密教の庇護者としての姿を表し、大覚寺統（後醍醐の属する皇統）を継承する正統的な王権を示したものと解釈できる。二つ目には、後醍醐の太子信仰を表したものと推測可能である。晩年に政治よりも宗教へ過剰に傾倒した父の後宇多とは違い、政治と宗教のバランス感覚に秀で両方において優れた業績を挙げた聖徳太子こそが、あるべき理想の王者の姿であると考えたのではないか、そして周囲から自身もそのような存在であると見なされたのではないか、という。

## 制作者
制作を監修し、開眼を行ったのは文観房弘真（もんかんぼうこうしん）。文観は真言律宗と真言宗醍醐派の僧を兼ね、後醍醐朝で醍醐寺座主・天王寺別当・東寺一長者、さらには律令制の僧綱における全仏教界の首座である法務を歴任するなど、後醍醐天皇の仏教政策・仏教信仰面での第一の腹心だった人物である。
なお、文観は、狩野永納『本朝画史』（延宝6年（1679年））で「不凡」（非凡）と評されるなど、中世を代表する画僧の一人でもあり、自身で絵筆を握った絵画作品として重要文化財『絹本著色五字文殊像』（建武元年6月9日（1334年7月10日）、奈良国立博物館蔵）等がある。そのため、本作品についても、監修・開眼だけではなく、実制作に携わった可能性も指摘されている。

## 成立年代
『十二代尊観上人系図』のうち「後醍醐天皇御影事」には、成立時期について、以下のように記録されている（読点は内田啓一による）。
延元四巳卯八月十六日崩御〈御年／五十二〉、三十五日御仏事、曼陀羅供御導師予者、醍醐寺座主小野法務前大僧正弘真事也、霊応事ハ、開眼之時分、天皇聊御影向奇瑞在之云々、余人不拝見之由被記畢—『清浄光寺記録』「後醍醐天皇御影事」
つまり、延元4年/暦応2年8月16日（1339年9月19日）に後醍醐天皇が崩御し、その五七日（いつなぬか、35日目）の仏事として、曼陀羅供（まんだらく）が文観房弘真によって執り行われた。文観は本作品を開眼した。すると、この文書の著者の目には、本作品に奇瑞（めでたいことの前兆となる不思議な現象）があったように見えた。それは、後醍醐天皇が「影向」つまり神仏として姿を現すというものだった。しかし、その奇瑞はこの文書の著者以外には見えなかったという。
よって、本作品が開眼され完成した日付は、後醍醐天皇の崩御日から数えで35日目なので、9月20日（西暦10月23日）となる。
完成したのは没後であるため、本作品の構図や制作が、後醍醐本人の意志・遺志によるものかは確実なところは不明である。内田啓一の推測によれば、本作品の制作は本人の意志ではなく、後醍醐崩御後に南朝に残された先帝を慕う者たちの目には、後醍醐が理想的な王者に見え、そのような周囲からの理想化されたイメージが本作品に投影されたのではないかという。遠山元浩の推測によれば、本作品はもともと後醍醐存命中に、文観の指示で通常の肖像画として描き進められていたが、完成前に崩御したのを文観が惜しみ、追悼の念も込めて、急遽、崇拝対象として神格化された図様に変更したのではないかという。

## 内容

### 基礎情報
絹本・著色（絹地に彩色した絵画）。大きさは縦94.0センチメートル・横49.8センチメートル。

### 場面・基礎史料

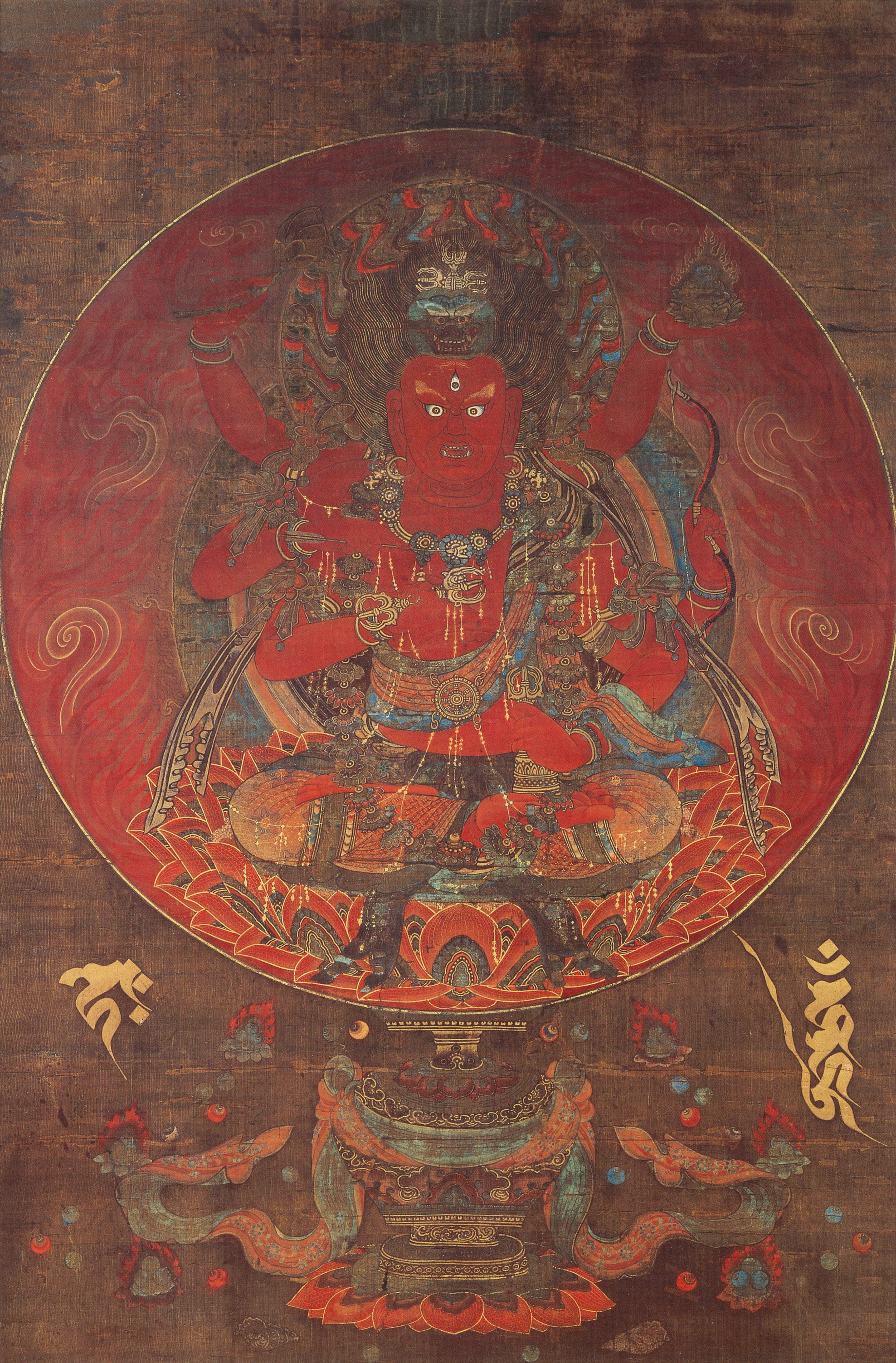
文観画？『絹本著色愛染明王像』（嘉暦2年（1327年）、重要文化財、MOA美術館蔵。愛染明王と本図の瑜祇灌頂はともに『瑜祇経』を典拠とする。

本作品を所蔵する時宗総本山清浄光寺には、『十二代尊観上人系図』という史料があり、そのうち3篇に本作品の来歴が記録されている。『清浄光寺記録』等と呼ばれることもあり、3篇の文書が別々であるかのように言及されることもあるが、実際は同一文書の中の3つの項である。2014年、遊行寺宝物館館長の遠山元浩の論文によって初めて系図全編の写真公開と翻刻が為された。
『十二代尊観上人系図』のうち「瑜祇御灌頂之事」には、内容について、以下のように記録されている（読点は内田啓一による）
元徳二年庚午十月廿六日、於御節所殿被奉授之、〈御年／四十三〉、御装束ハ仲哀天皇御宸服、神武天皇御冠、同着御之御袈裟者、龍猛菩薩自被開南天鐡塔已来、三国相承之乾陀穀子之袈裟也、于今東寺在之—『清浄光寺記録』「瑜祇御灌頂之事」
また、関連資料として、文観高弟の宝蓮が著した『瑜伽伝灯鈔』（正平20年/貞治4年（1365年））には、次のような記録がある（読点は本記事による）。
元徳二年十月廿六日、於御節所殿、奉授瑜祇灌頂主上申、神武天皇御冠、仲哀天皇雷服着御之、僧正東寺相承袈裟着用之—宝蓮、『瑜伽伝灯鈔』
総合すると、元徳2年（1330年）10月26日、宮中の御節所殿という場所で、文観が後醍醐天皇に瑜祇灌頂（ゆぎかんじょう）という灌頂を授けた時の図を描いたものである。ただ、黒田日出男 によれば、眉が垂れ下がっているなど、老齢の特徴が見られることから、絵そのものは、設定上の43歳ではなく、崩御時の52歳の姿を写したものではないか、という。
御節所殿という場所は未詳だが、内田啓一は、内裏の後宮七殿の一つ常寧殿のことではないかとしている。常寧殿では五節舞が行われたため、別称を五節殿または五節所というからである。
瑜祇灌頂とは、主に『瑜祇経』上下巻のうちの上巻序品を基礎とする灌頂である。結縁灌頂（けちえんかんじょう、特定の仏と縁を結ぶ儀式）と伝法灌頂（でんぼうかんじょう、師の教えを継ぎ弟子を取る資格を得る儀式）を終え、相当の修学と修行を経たのち、最秘の経典によって行われる「究極の灌頂」「密教の最高到達点」であり、これより上は即身成仏しかない。
瑜祇灌頂の具体的な手順は神奈川県横浜市称名寺本『瑜祇灌頂私記』に詳しいが、相当な知識量と複雑な手続きが必要な儀式であり、内田は、後醍醐天皇がどれほど密教に習熟していたかがうかがえるとしている。
儀式を受ける者はまず、覆面して投花（とうげ）を行う。次に『瑜祇経』が説く三十七尊の「三昧耶形」（さんまやぎょう）と二十二種の「種子」（しゅじ）を、特定の手順で「観想」する。三昧耶形とは、密教の崇拝対象を、金剛杵（こんごうしょ、図像で後醍醐が握っている道具）などの祭器の形で表したシンボルのことである。種子とは、崇拝対象を梵字（悉曇文字）で表したシンボルである。観想とは、これらのシンボルを心の中で描く儀式である。したがって、儀式に臨むには密教を熟知している必要がある。この儀式を成功させることで、師から印明（いんみょう、手指と言葉による真理のシンボル）を授かることができる。
中世は瑜祇灌頂が比較的多く行われた時代であるが、それでも選ばれた者にしか授けられない灌頂だった。後醍醐天皇は既に伝法灌頂（阿闍梨（あじゃり）の地位、つまり独自の弟子を取ることが可能な地位になる灌頂）という高い灌頂を受けているが、瑜祇灌頂にはそれ以上の価値があったと思われる。世俗身分で治天の君の地位にある後醍醐天皇が授かったというのは、例外的な事例である。ただ、例外的ではあるものの、後醍醐は道順・栄海・性円らから灌頂を受け、文観からは印可・仁王経秘宝・両部伝法灌頂といったものまで授けられているので、熟練の僧侶と同格の修行はこなしてきている。したがって、正しい段階は踏んでいるため、流れとしては自然であるという。
なお、愛妻家だった後醍醐は、同年11月23日、正妃である中宮の西園寺禧子にも同じ儀式を受けさせている（『瑜伽伝灯鈔』）。

### 金剛薩埵との一体化

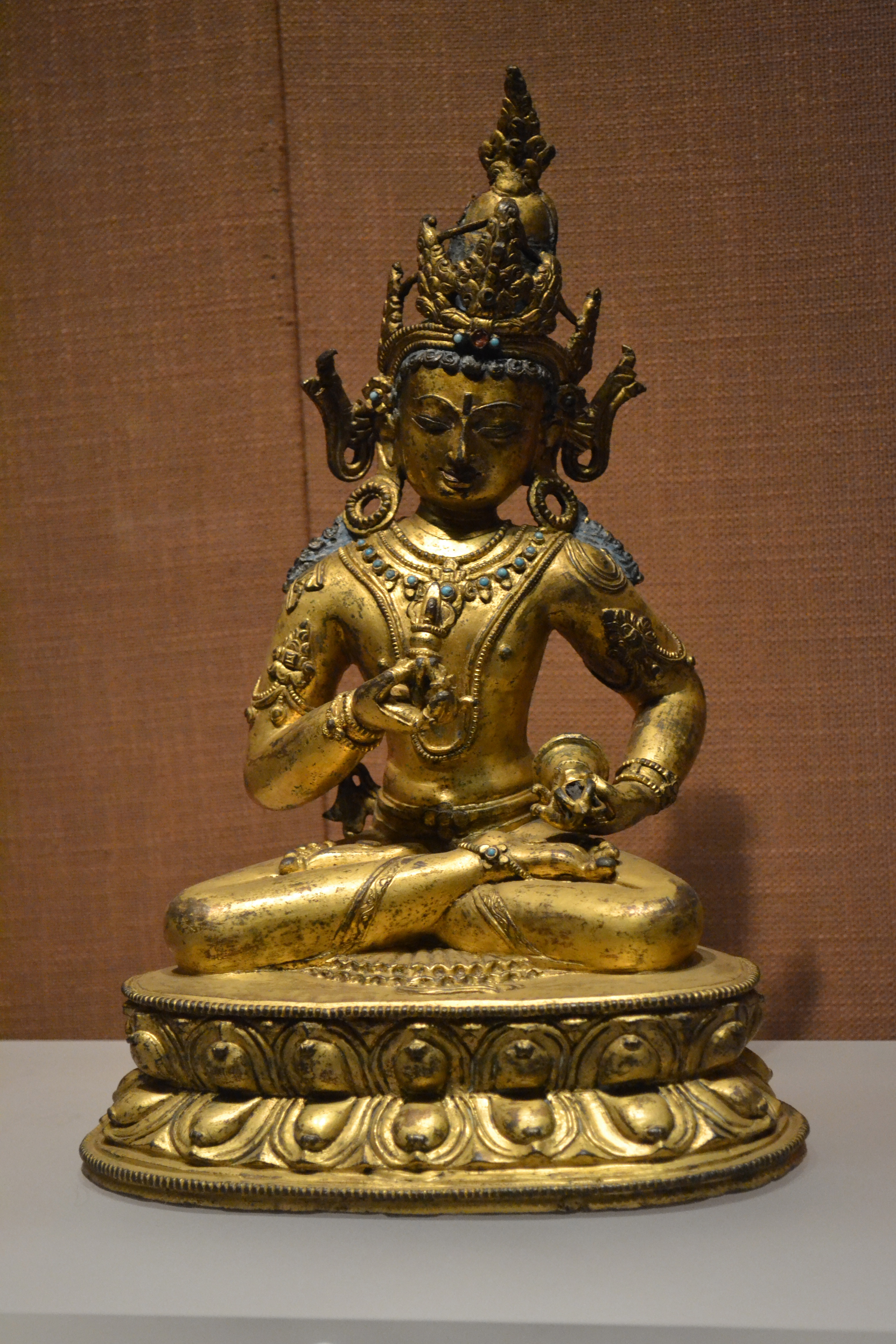
ヴァジュラサットヴァ（金剛薩埵）像、チベット、13世紀から14世紀

図像の後醍醐天皇は、右手に金剛杵（こんごうしょ、煩悩打破の象徴）、左手に金剛鈴（こんごうれい、諸尊の注意を引き歓喜させる法具）を持つ。この図像では特に、きっさきが五つに分かれた五鈷杵（ごこしょ）と五鈷鈴（ごこれい）であり、五智五仏（大日如来の五種の智慧）の表象である。また、八葉蓮華（はちようれんげ、「胎蔵界曼荼羅」という図様で大日如来が座す蓮）を敷いた座具の上に座っている。
この右手に金剛杵・左手に金剛鈴・下に八葉蓮華という構図は、金剛薩埵（こんごうさった、ヴァジュラサットヴァ）と同じである。金剛薩埵とは、「金剛石（不壊の石）のように堅固な勇猛心を持つ者」を意味する菩薩（仏の前段階にある修行者）であり、大日如来（宇宙の真理そのものである仏で、本地垂迹説では天皇家の祖神天照大神の本地（本体）とされる）に続く真言宗の第二祖である。仏と人の仲介者として、大日如来の教えを人間界に伝える役目を担うとされ、「仏にして仏に非ず人にして人に非ずという存在」である。
瑜祇灌頂は、その行の最中に自己を如来や菩薩と同じであると観じるため（『瑜祇灌頂私記』）、この図はまさに瑜祇灌頂の最中に後醍醐天皇が自身を金剛薩埵と一体化させた場面を表したものである。
なお、『瑜祇経』は真言密教の最秘の経典であり、瑜祇灌頂と同じく『瑜祇経』巻上に基づいて描かれる明王に愛染明王（あいぜんみょうおう）がいる。愛染明王は後醍醐天皇が最も尊崇した尊像でもある。愛染明王は金剛薩埵の所変（化身）であるので、内田啓一は、本作品は後醍醐天皇の愛染明王崇拝を描いた図でもあるのではないかとしている。

### 座具

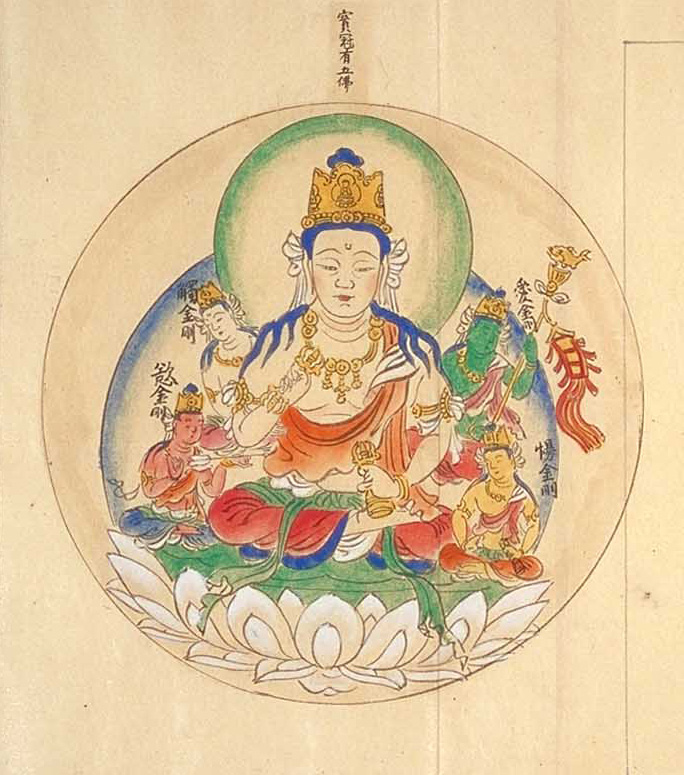
金剛薩埵五秘密法　仏像図集『図像抄』（鎌倉時代）

仏教美術上、興味深い点は、実在の人物の肖像画に座具として八葉蓮華が描かれていることである。灌頂の際に八葉蓮華を用いるのは、当時の手順書によれば全くないという訳ではなかったものの、それが僧侶の肖像画に描かれるのはきわめて稀である。本作品の他には、国宝『明恵上人樹上坐禅像』（高山寺蔵）があるぐらいだが、そちらは灌頂の場面ではないので、本作品と単純な比較はできない。なぜ僧侶の肖像画に八葉蓮華が描かれないのか、なぜその逆に本作品では特に描かれたのか、何か意図がある可能性はあるが、2006年時点では不明である。内田は、『明恵上人樹上坐禅像』が文殊菩薩と関わりがあるという説を取り上げ、また叡尊の西大寺派やそれに連なる文観（本作品の作者）も文殊菩薩信仰が強いことを指摘しているが、明言を避けている。
蓮華の敷物の下には、繧繝縁（うんげんべり）、つまり最も格式が高い畳縁の半畳があり、さらにその下に礼盤（らいばん）というものがある。礼盤の格狭間（こうざま）には獅子が配されている。よって、この礼盤は「獅子座」、つまり仏・菩薩・高僧のみが座ることを許された座具である。このように、座具はすべて仏教関連のものであり、黒田日出男によれば、後醍醐を聖なる仏や菩薩であると見立てているものではないか、という。
なお、獅子座の獅子の数は普通、正面に1頭の「一獅子礼盤」か、四面に2頭ずつの「八獅子礼盤」である。本作品の3という数は例外的であるが、黒田は、上部の三社託宣（三神名が書かれた短冊）と関係があるのではないか、としている。

### 冠と袍

#### 図像

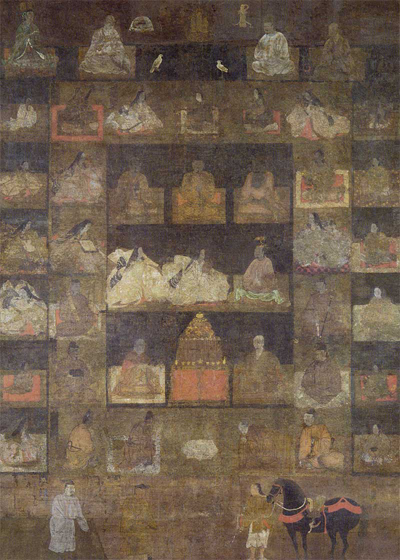
『絹本著色聖皇曼荼羅図〈尭尊筆／〉』（建長7年（1255年）、法隆寺蔵、重要文化財）。図像中央の女性の一つ右にいる聖徳太子が、本作品と同様、通常の冠の上に冕冠（べんかん）を被っている。

図像の後醍醐天皇がまとう冠と袍（ほう、上衣）は、灌頂の記録によれば、初代神武天皇の御冠・第14代仲哀天皇の雷服と伝承される皇室御物である。
ただ、図像自体は灌頂より後に描かれたものと思われるので、必ずしも実物を直接模写したものとは限らない。
図像の冠は、鮮やかな朱の円相を冕冠の上に重ねてある。冕冠は十二旒（りゅう）、つまり宝玉が12筋垂れ下がっており（図像中では冠の二面しか描かれていないので6筋）、これは天皇が礼服のときに用いる礼冠であることを示す。
なお、纓（えい）が垂れていることからもわかるように、冕冠の下にさらに普通の冠を付けている。無論、これは物理的に不可能であり、なんらかの意図が加わった絵画的な表現である（#太子信仰）。
御冠が、普通の冠と冕冠の2つある訳だが、兵藤裕己は、「神武天皇の御冠」なるものは冕冠の方を指すのだろう、と推測している。
図像の袍は、袈裟に隠れているためわかりにくいが、おそらく直衣（のうし）であると考えられる。差異は幾つかあるものの、基本的に、唐の皇帝の礼服を模した袞冕十二章（こんべんじゅうにしょう）の袞衣（こんえ）に沿った図像となっており、たとえば、雲竜文様が金泥で施されていたり、両肩に日月が金泥で描かれていたりする点などは、袞衣と共通である。本来の袞衣は赤色であるが、この肖像画では黄茶（黄土に白を混ぜたもの）で塗られ、黄櫨染（こうろぜん）、つまり嵯峨天皇の頃から天皇の晴れの束帯の袍の色とされてきた色を表している。
中世天皇の肖像画は一般に、冠直衣姿・引直衣姿・冠束帯姿・僧侶姿の4つのいずれかで描かれるが、この図像は（冕冠ではない方の）冠と直衣を合わせて、「冠直衣姿」の形式で描かれていることになる。

#### 太子信仰

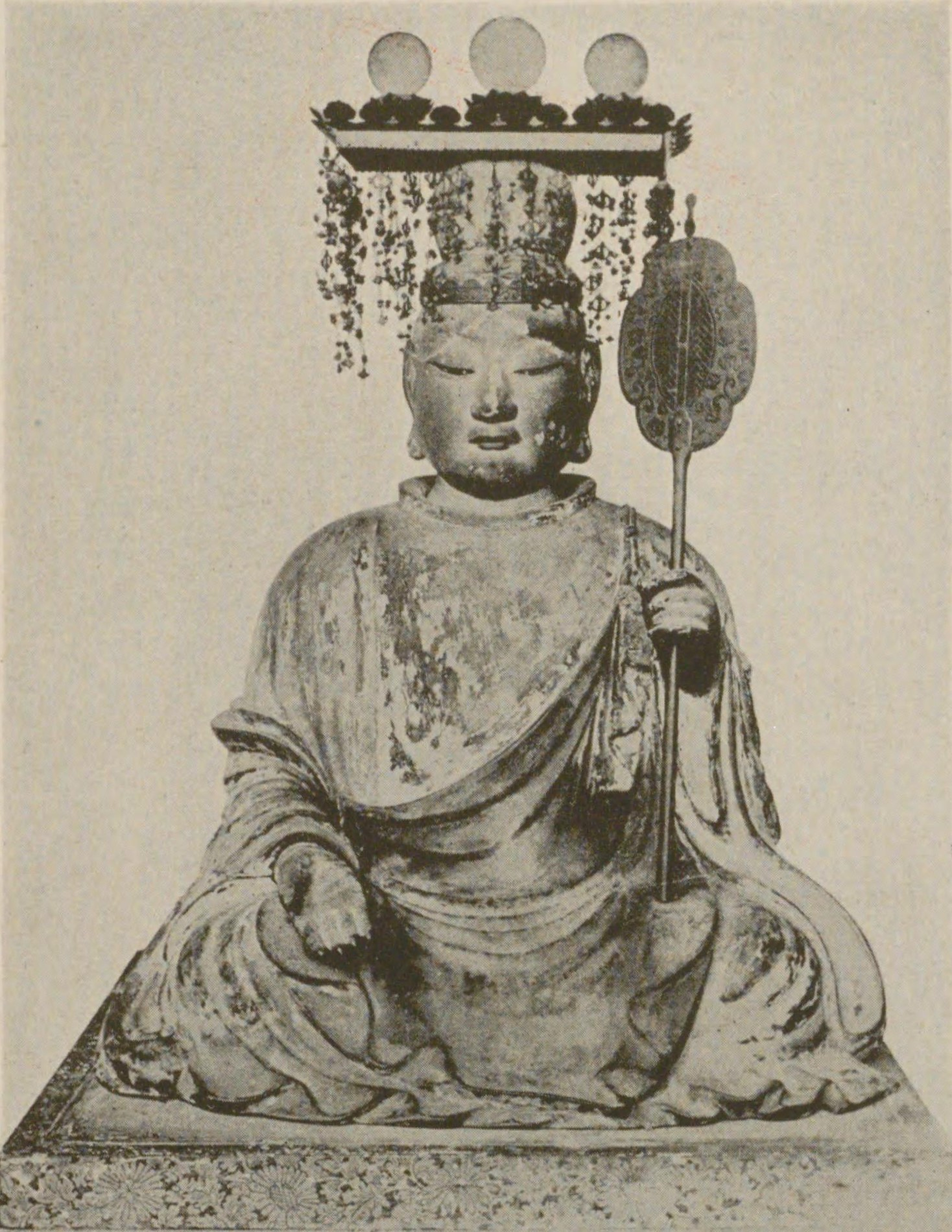
木造聖徳太子坐像（橘寺所蔵、重要文化財）。像自体は永正12年（1515年）の作だが、袍の上に袈裟を、冠に冕冠を重ねる定形で太子を表現する。

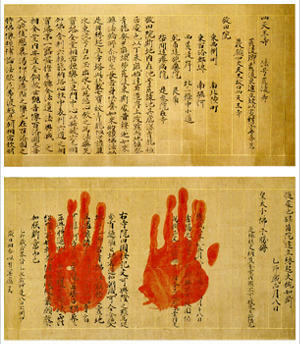
後醍醐天皇筆『四天王寺縁起〈根本本／後醍醐天皇宸翰本〉』（国宝、四天王寺蔵）

黒田日出男は、冠・冕冠を重ねてかぶる図様は聖徳太子にもあることを指摘し、何らかの関連性があるのではないか、と仄めかした。
武田佐知子はさらにこの論を進めた。この当時、聖徳太子の人物像は、「日本仏教の教主」として仏教的な聖人という位置付けだった。鎌倉時代、聖徳太子の「勝鬘経講讃像」（聖徳太子45歳時を描いた図）という図像は、黄櫨染の袍に袈裟、冠と冕冠という図が定形となった。武田の推測によれば、もとは冕冠の着装方法を知らない画家によって、太子がいかに至徳の存在であるか、誇張するために考えられたのではないか、という。たとえば、法隆寺蔵の「聖皇曼荼羅」では、聖徳太子・用明天皇（太子父）・聖武天皇（伝・太子の生まれ変わり）の三人が描かれているが、聖徳太子のみが冠の上に冕冠を付け、天皇を超える至高の上位者であることが強調されている。武田によれば、本作品も聖徳太子像を参考に描かれたのではないか、という。
兵藤裕己もまた武田説に同意し、聖徳太子自筆と伝えられる『四天王寺縁起』を後醍醐が写した書作品（国宝、四天王寺蔵）などもあることを考えれば、「在俗にして至高の仏教者」である太子を、自身に重ね合わせて理想の王者として信仰していたのは確かだろう、としている。

### 袈裟

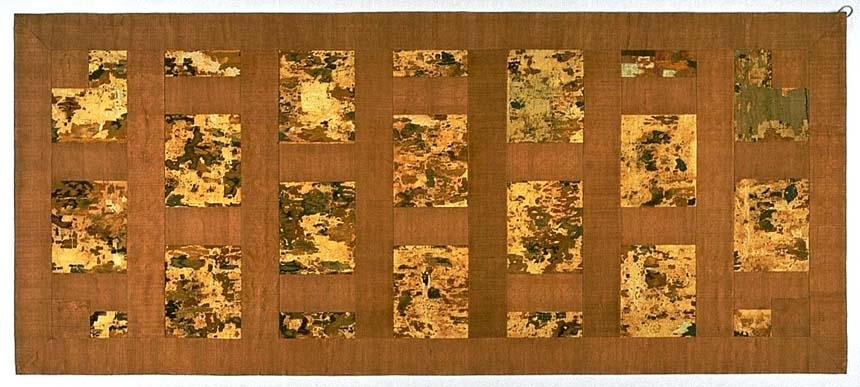
国宝「犍陀穀糸袈裟」（8世紀）。実際の後醍醐天皇は図像の場面でこの袈裟をまとっていたと記録されているが、図像の作者が彩色時に実物を参考にできなかったため、文様が異なっている。

図像の袈裟は、灌頂の記録上は国宝「犍陀穀糸袈裟」（けんだこくしけさ）である。
ただ、実際に描かれている袈裟は、条の部分に花文が連続して描かれていることから、実物の「犍陀穀糸袈裟」とは別物である。図像の袈裟は九条袈裟となっており、緑青で条を塗って、朱色の菊花を並べたものになっている。ただし、黒田日出男は、七条袈裟に見えると主張し、後七日御修法で大阿闍梨が使う袈裟もまた七条袈裟であることを指摘している。内田啓一は、本作品は吉野で描かれたので、東寺にある実物を参考にすることができず、そのため別の袈裟を模写した可能性もあるのではないかと指摘している。
「犍陀穀糸袈裟」は、唐都長安の青龍寺の密教僧である恵果が、弟子の空海（弘法大師）に授けたと伝承される袈裟である。『弘法大師請来目録』『東宝記』『養和二年後七日御修法記』など多くの記録に現れ、東寺では稀代の重宝と見なされていた。歴代の天皇によって修復作業が行われており、『東宝記』「第二仏宝中」によれば、最初の修復は仁治2年（1241年）に四条天皇の命で行われ、二度目は後醍醐の父の後宇多院が徳治3年（1308年）に仁和寺の禅助から伝法灌頂を受ける際に、この袈裟を修理させて灌頂に臨んでいる。
ところが、嘉暦4年（1329年）6月25日、盗人が東寺に入り、この袈裟を含め多数の寺宝を奪った（『阿刀文書』『東宝記』）。賊は裏絹だけ引き剥がすと、袈裟は寺の周辺で投げ捨て、それが7月1日に発見された（『東宝記』）。そこで、後醍醐天皇の指示により三度目の修復作業が行われた（『東宝記』）。
後醍醐天皇は、文観から伝法灌頂を受けた際には「犍陀穀糸袈裟」を使用していないが、修理の翌年に行われた瑜祇灌頂（図像の場面）ではこれを身に着けた。内田は、父帝と同じ袈裟をまとう姿に、後醍醐の瑜祇灌頂への意気込みが感じられるとし、通例は東寺長者しか着用を許されない重宝を、親子二代で着用できた時の感慨は深かったのではないかと推測している。
なお、絵を制作した文観自身は灌頂を授ける側なので図像には描かれていないが、こちらも東寺に相承される伝説の袈裟を着用している。

### 三社託宣
画面上部には三社託宣（さんじゃたくせん）という神のお告げを記した名号が、短冊形の白紙に墨書され、貼られている。中央に「天照皇大神」、向かって左に「春日大明神」、右に「八幡大菩薩」である。
通説では、三神のうち、伊勢神宮の天照皇大神は正直を、春日大社の春日大明神は慈悲を、石清水八幡宮の八幡大菩薩は清浄を司り、それぞれ天皇家・公家（藤原氏）・武家（清和源氏）の祖神である。
黒田日出男は、礼盤（座具）の三獅子との対応を見る限り、三社託宣は後から貼られたものではなく、最初から貼られていたのではないか、とした。そのうち特に天照皇大神に着目し、天照皇大神の本地（仏教上の本体）は真言第一祖の大日如来であるから、その下に第二祖たる金剛薩埵を模した後醍醐が座っていることは、大日如来→金剛薩埵と天照大神→後醍醐天皇という流れが、二重のシンボルとして現れているように考えられる、と指摘した。これによって、後醍醐本人の遺志かは不明だが、少なくとも作者である文観は、後醍醐を王法・仏法・神祇の中心に位置づけている、と主張した。
炭谷拓美は、三社託宣と格狭間の三頭の獅子は、三種の神器を象徴しているのではないか、とした。
内田啓一は、これらの託宣が、成立当初から貼られていたかどうかについて、五七日忌の開眼による成立より後のどこかの時点で、霊性を高めるために、御簾の上に絹が継ぎ足されて追加されたのではないかと推測する。ただし、実物を精査をした訳ではないため、確信は持てないとしている。
遠山元浩は、成立時点で託宣が貼られていたとする。遠山によれば、託宣の短冊は三神そのものを表し、かつ図像においては後醍醐天皇と同一視されており、後醍醐が神仏と同等の信仰対象であることを示すのではないかという。そして、図像の下段、それぞれ向かって右・左に、阿形の獅子・吽形の獅子が描かれているのは、そのためであるという。遠山はまた、阿弥陀を尊ぶ時宗内では、本作品の天照皇大神を大日如来、八幡大菩薩を阿弥陀如来、春日大明神を阿弥陀の補佐である不空羂索観音に見立てて崇拝されたと見られることを指摘した（#成立後の来歴）。
阿部泰郎は、文観房弘真が広めた密教思想である「三尊合行法」と関わりがあるのではないか、としている。三尊合行法とは文字通り三つの尊格（仏や菩薩など高位の存在）を合わせて修法（祈祷）を行うものである。仏教哲学的にいえば「不二」を超克したものであるが、美術的にいえば二つではなく三つのシンボルを絡めて描くことができるので、より深みや広がりが増す創造的な思想だった。学僧としても、画僧としても、優れた能力を持っていた文観の、真骨頂と言える。実際、文観の学問的著作である『遺告法』（高野山金剛三昧院蔵、高野山大学図書館寄託）にも「天照大神、八幡、春日」の神祇を三尊合行法の文脈で語ったものがある。阿部によれば、学僧として三尊合行法の思想に到達した文観が、画僧として絵画上に表現した最大の結晶の一つが本作品なのではないか、と言う。
この三社託宣の配置について、同じ南北朝時代の三社託宣（個人蔵・奈良国立博物館『神仏習合』展示品）と比較すれば、現行のものは成立時点から変わらず、同一であると考えられる。しかし、模本の様子から、模本の成立時点（永正14年（1517年）3月21日）では左と右の託宣が一時的に入れ替わっていたと見られる。これが修理等による錯簡なのか、それとも何か故意の理由があったのか、そしていつ本来の配置へ戻ったのか、といった詳細は2014年時点では不明である。

## 成立後の来歴
『十二代尊観上人系図』の「御灌頂相承次第」は、本作品の成立後の来歴を載せる。これによると、文観のあと、まず醍醐寺座主とされる一品深勝法親王の手に渡り、次に同じく醍醐寺座主とされる二品杲尊法親王の手に渡った。しかし、『醍醐寺新要録』等にはこの二人は座主と記載されないため、内田啓一は、当時は北朝の醍醐寺座主と南朝の醍醐寺座主が並立しており、この二人は南朝の醍醐寺座主だったのではないかと推測している。
その後、南北朝が合一してから4年後の応永3年（1396年）8月1日、杲尊が第12代遊行上人（時宗の長）の尊観に渡したと伝えられる。尊観は、『十二代尊観上人系図』によれば、亀山上皇（後醍醐祖父）の皇子恒明親王の子で、前述した深勝の弟に当たり、後醍醐からは又従兄弟となる。なぜ真言宗の宝物が時宗に渡ることになったのか、理由は書かれていないため、定かではないが、内田は、南北朝合一後の京都に渡ると何か不都合があると危惧されており、そのため、時宗の僧侶として動きやすく旧南朝皇族でもある尊観に渡したのではないかと推測している。
事実、尊観はまだ南北朝の内乱が収まらない元中4年/嘉慶元年（1387年）に遊行上人となってから遊行（布教のための諸国行脚）中であり、応永3年（1396年）当時は京都周辺で布教中だった。同年、尊観は京都御所で後小松天皇に謁見しており、この時の謁見がきっかけで、時宗の歴代遊行上人は、南朝門流として宮中に自由に参内できるようになったと伝えられる。ただし、遠山元浩は、尊観が本当に南朝皇族だったかどうかについて、どちらかといえば肯定的ではあるものの、「時宗過去帳」の当該時期では南朝元号ではなく北朝元号が用いられていることを指摘し、今後の確かな精査も必要であるとしている。とはいえ、応永23年（1416年）4月3日、第4代将軍の足利義持が守護に命じて、時宗に関所を通過する自由を認める御教書案が残っており（「清浄光寺中世文書」）、当時の時宗が室町幕府から格式の高い宗派と見なされて庇護を受けたのは確かである。遠山によれば、こうした時宗の隆盛および旧南朝との接点によって、旧南朝勢力から尊観に渡ったのであるという。
この約120年後の戦国時代、永正14年（1517年）3月21日に模本である『紙本著色後醍醐天皇御像』が作成され、この当時、模本を通して時宗の崇拝対象として崇められた（#『紙本著色後醍醐天皇御像』）。模本の画面両端には別紙が貼られた形跡があり、これは絹の御簾（軟障（ぜじょう））をかけて礼拝されていたことに由来すると見られる。作品本体があまりにも崇高で畏れ多いため、模本を作成して代わりにそれを崇めるという形式は、時宗の歳末別時念仏会で使われる『熊野成道図』にも見られる。なぜこの作品が時宗で重要視されたのかと言えば、仏教学上、天照皇大神は大日如来、八幡大菩薩は時宗の主要信仰対象である阿弥陀如来、そして春日大明神は阿弥陀を補佐する不空羂索観音に対応するからであると見られる。さらに時宗中興の祖である尊観が後醍醐の親戚であることを通じ、時宗＝尊観上人＝後醍醐天皇＝天照皇大神＝大日如来という図式が成立し、宗派全体の崇拝対象になったのだと考えられる。
その後、明治33年（1900年）4月7日、『官報』第5026号の内務省告示第32号により、「絹本著色後醍醐天皇御像」の品目で、当時の国宝（丙種・絵画）、後の重要文化財に指定された。

## 『紙本著色後醍醐天皇御像』
本作品の模本に、『紙本著色後醍醐天皇御像』がある。戦国時代、永正14年（1517年）3月21日成立。作者は弥阿弥陀仏で、時宗第23代遊行上人の称愚の頃、三寮（時宗で6つある「本寮」のうちの第4位）の地位にあった僧侶。のち、第25代の仏天に六寮衆（「本寮」の最高位）の一人として仕えた同名の高僧（『時宗過去帳僧衆』）と同一人物と考えられる。
彩色の違いが一見すると目立つが、寸法はほぼ同じであり、輪郭線は細部まで忠実に模写されている。
画面上部の三社託宣については、原本とは「春日大明神」と「八幡大菩薩」が入れ替わっており、故意なのか、原本に修理作業などで当時錯簡があったのかは不明である。また、原本の「天照皇大神」とは違い、「天照皇太神」となっており、清浄光寺が同図とは別に蔵する三社託宣の「天照皇太神宮」の「太」と一致する。「神」の字形も、原本とは違って点がついている。これらの三社託宣の変更点の理由については、2014年時点では詳細不明である。
秘蔵する原本の代わりに、模本が礼拝の儀式で使用されたことについては、#成立後の来歴を参照。
模本は、清浄光寺遊行寺宝物館館長の遠山元浩自身の言によれば、遠山が館内管理史料の整理中に発見したものであるという。その後、平成21年（2009年）、宇治平等院の平等院ミュージアム鳳翔館の特別展観「後醍醐天皇遷化670回忌記念「しられざる刻の添景」」で初公開された。遠山は当初、彩色の印象から安土桃山時代か江戸時代の作例ではないかと推定していたが、2012年の修復作業により本紙背面から制作記録が発見され、前述の成立年代・作者が判明した。

## 王権論

### 異形の王権
1960年代、日本史研究者の佐藤進一は、後醍醐天皇を「綸旨万能主義」（全てを綸旨（天皇の私的な命令文）で決める主義）と宋朝皇帝型独裁制を目指した観念論的専制君主と見なし、その理想が天皇の権力に制限を掛ける雑訴決断所の設立などで挫折していき、後醍醐の建武政権は無謀な政策を繰り返してすぐに瓦解してしまった、後世に何も残さなかった政権であると、否定的に捉えた。
佐藤の独裁君主説を発展させたのが、民俗学・日本史研究者の網野善彦の『異形の王権』（1986年）である。網野は後醍醐天皇をヒットラーに喩え、「異形」の天皇と呼んだ。網野はまた、後醍醐の腹心の僧侶である文観を「異形」の僧正と呼び、武闘派の妖僧と見なした。文観は異様な祈祷や呪術を駆使し、律僧としての立場により当時の下層階級からなる異類の軍団を指揮して、後醍醐の討幕に貢献したのであるという。網野は、後醍醐の祖父の亀山天皇や父の後宇多天皇も密教振興に積極的であり、後醍醐の密教への帰依も父祖の影響によるものであることを、部分的には認める。その一方で、後宇多の修行は正統的であるが、後醍醐は父に対抗心を燃やして異端的な修行を行い、天皇自ら幕府調伏の祈祷をしたのだという。
網野は本作品を、後醍醐の異形性を象徴する図像であると位置づけ、天皇ながら法服をまとって武家政権を祈祷で呪詛する姿を描いたものであると解釈した。その祈祷法については、元徳元年（1329年）に後醍醐が行った祈祷が「聖天供」（大聖歓喜天浴油供）であり、大聖歓喜天は像頭人身の男女が抱き合う像で表されることを指摘した。そして、「極言すれば、後醍醐はここで人間の深奥の自然――セックスそのものの力を、自らの王権の力としようとしていた、ということもできるのではないだろうか」と述べ、これをもって「異類異形」の中心たる王に相応しい天皇とした。
その後、1993年に、絵画史料研究者の黒田日出男が本作品について詳細な分析を行い、祈祷や呪詛を行った姿ではなく、王法・仏法・神祇を統合する象徴として描かれたと見られることを指摘した。一方、評価の姿勢としては、網野説を踏襲し、「異形」の図像とした。

### 聖徳の王権
後醍醐天皇を理想論的独裁君主・異形の天皇と見なすことへの疑問は、まず、法制史の研究分野から出された。市沢哲は、1988年から1992年にかけて、鎌倉時代末期の西国の裁判事例を検証し、鎌倉時代の朝廷が訴訟制度の改革に取り組むにつれて、都市貴族たちが裁判の調停者として治天の君に頼る事例が徐々に大きくなることを指摘した。つまり、後醍醐天皇が進めた中央集権政策は、後醍醐個人の性格・思想によるものというよりは、朝廷の訴訟制度改革による「治天の君」権力集中の延長上にあるものであり、後醍醐が時代の要請に応えたものであることを指摘した。続いて、1998年、伊藤喜良は、佐藤進一の「綸旨万能主義」（全てを綸旨（天皇の私的な命令文）で決める主義）説を否定した。綸旨万能とは、後醍醐が元弘の乱終戦直後という組織の整わない時期に、急場凌ぎの暫定的措置として、綸旨を多く発給したからそのように見えたに過ぎないという。そして、実際は、佐藤が「新政の挫折」と定義した雑訴決断所等こそが、非人格機関を通した統治として、建武政権の完成形と見られることを指摘した。市沢・伊藤説は21世紀に入ってから注目を浴び、2000年代から後醍醐への再評価が始まり、鎌倉時代・建武政権・室町時代の法制度には連続性が見られることが次々と指摘され、2010年代には後醍醐は建武政権において現実的で優れた政策を行っていたと評価されるようになった。
加えて、2006年から2010年にかけて、仏教美術研究者の内田啓一は、仏教信仰上においても後醍醐天皇を異形と言うことはできないと指摘した。
網野が異端的と見なし本作品と結びつけた「聖天供」という祈祷は、実際には息災（仏の力で病気や天災を鎮めること）の祈祷であり、そこにいかがわしい意味はない。聖天供の説明に「怨霊退散」云々と言った文句も用いられることがあるが、怨霊を退散して息災を祈るのは真言密教の常套句であり、幕府への呪詛と考えることはできないという。
内田はまた、本作品の場面が、当時の真言宗最高の神聖な灌頂（授位の儀式）である「瑜祇灌頂」であることを、『清浄光寺記録』（『十二代尊観上人系図』）・『瑜伽伝灯鈔』・『東宝記』などを用いて示した。その瑜祇灌頂にしても、確かに在俗の天皇として受けた事例は他にないものの、それを受けるに足るだけの僧としてのキャリアは着実と積んできており、その過程が特異だった訳ではない。さらに、この灌頂で、父帝の後宇多上皇もかつて身につけたことがある秘宝「犍陀穀糸袈裟」を使用するなど、天皇家において異端なのではなく、むしろ敬愛する父の宗教政策を受け継いでいることを指摘した。また、異形説を唱える網野善彦は、後醍醐は父より宗教にのめりこんだとして批判したが、内田によれば事実は逆であるという。後宇多は高野山の奥の院にこもったり、僧として弟子を取ったりなどしているが、後醍醐はそこまではしておらず、密教修行者としては父より穏健派であるという。また、後醍醐の腹心の文観についても、実際は高徳の僧であり、かつ優れた学僧・画僧であるとして、武闘派の妖僧説を否定した。
2018年、『太平記』研究者の兵藤裕己もまた、内田の成果を支持し、後醍醐を異形の王、文観を異形の僧と見なすことに強く反駁した。現行の『太平記』のうち、特に巻第1・12・13には、建武政権批判を意図して『太平記』の初稿本からの改竄があると推測され、事実を曲げてまで後醍醐や文観の個人的性格さえも中傷する傾向があり、異形の王権というのはこれらに根ざした虚像であるという。兵藤は、本図像の天皇が法服をまとうという部分について、後醍醐の父の後宇多が出家以前に伝法灌頂を受け、治天の君として在俗のまま修法を行っていたことを指摘し、特に奇異な点はない、と主張した。
兵藤の主張によれば、この図像で特徴的なのは、法服よりも、頭に通常の冠と冕冠の両方を付けている部分の方にあるという。これは武田佐知子の指摘するように、聖と俗の双方で至高の存在であると当時見なされた聖徳太子を模したものと見られる（#太子信仰）。後醍醐父の後宇多は、政敵の花園上皇による評伝によれば（『花園天皇宸記』元亨4年6月25日条）、英邁な君主で真言密教の庇護者ではあったが、晩年に出家して後は真言密教への傾倒があまりに過ぎており、政治が疎かになったという。兵藤の推測によれば、父に対して、後醍醐は聖徳太子を範としており、仏教の庇護者でありながら世俗の世界に留まって政治と仏教のバランスを取っていた太子こそが、王者の理想像だと考えたのではないか、という。